# Alijó
Alijó là một huyện thuộc tỉnh Vila Real, Bồ Đào Nha. Huyện này có diện tích 298 km², dân số thời điểm năm 2001 là 14320 người.